# Riyo Mori
Riyo Mori (森 理世 Mori Riyo?) född 24 december 1986 i Shizuoka, Japan, är en japansk danslärare. Den 28 maj 2007 vann hon Miss Universum 2007. Mori medverkade också i reality serien Pageant Place under 2007.